# دانيال سيكلز
دانيال سيكلز (بالإنجليزية: Daniel E. Sickles )‏ (و. 1819 – 1914 م) هو سياسي، وضابط، ومحامي، ودبلوماسي أمريكي، ولد في نيويورك، كان عضوًا في الحزب الديمقراطي الأمريكي، ويحمل رتبة عسكرية فريق أول، توفي في نيويورك، عن عمر يناهز 95 عاماً.

## مناصب
تولى منصب عضو مجلس النواب الأمريكي (4 مارس 1893–3 مارس 1895)
- قائمة سفراء الولايات المتحدة لدى إسبانيا
- عضو جمعية ولاية نيويورك
- Sheriff of New York County, New York ‏
- عضو مجلس ولاية نيويورك
- سفير.

## الخدمة العسكرية
خدم في جيش الاتحاد، والقوات البرية للولايات المتحدة.

## معرض صور

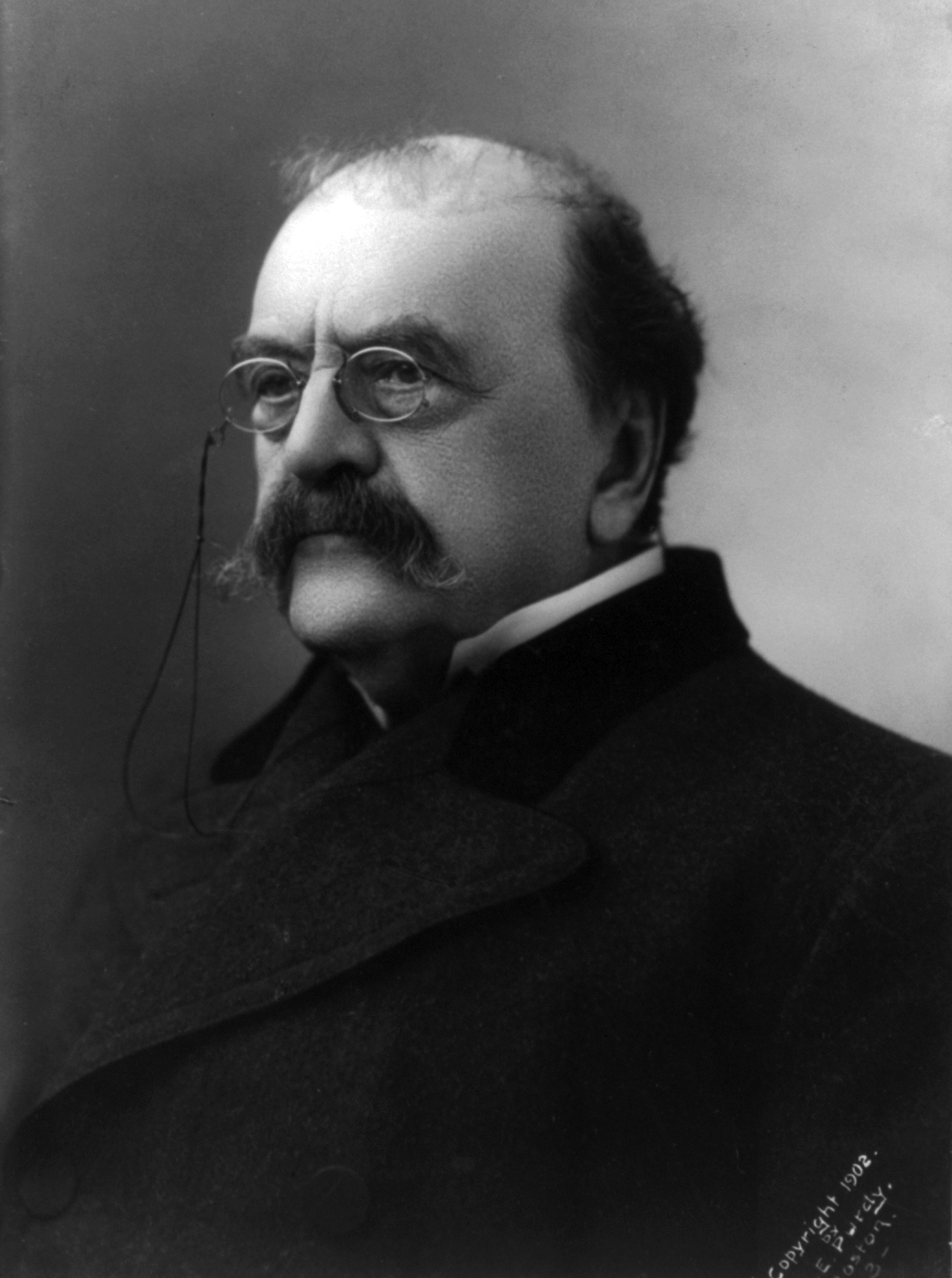
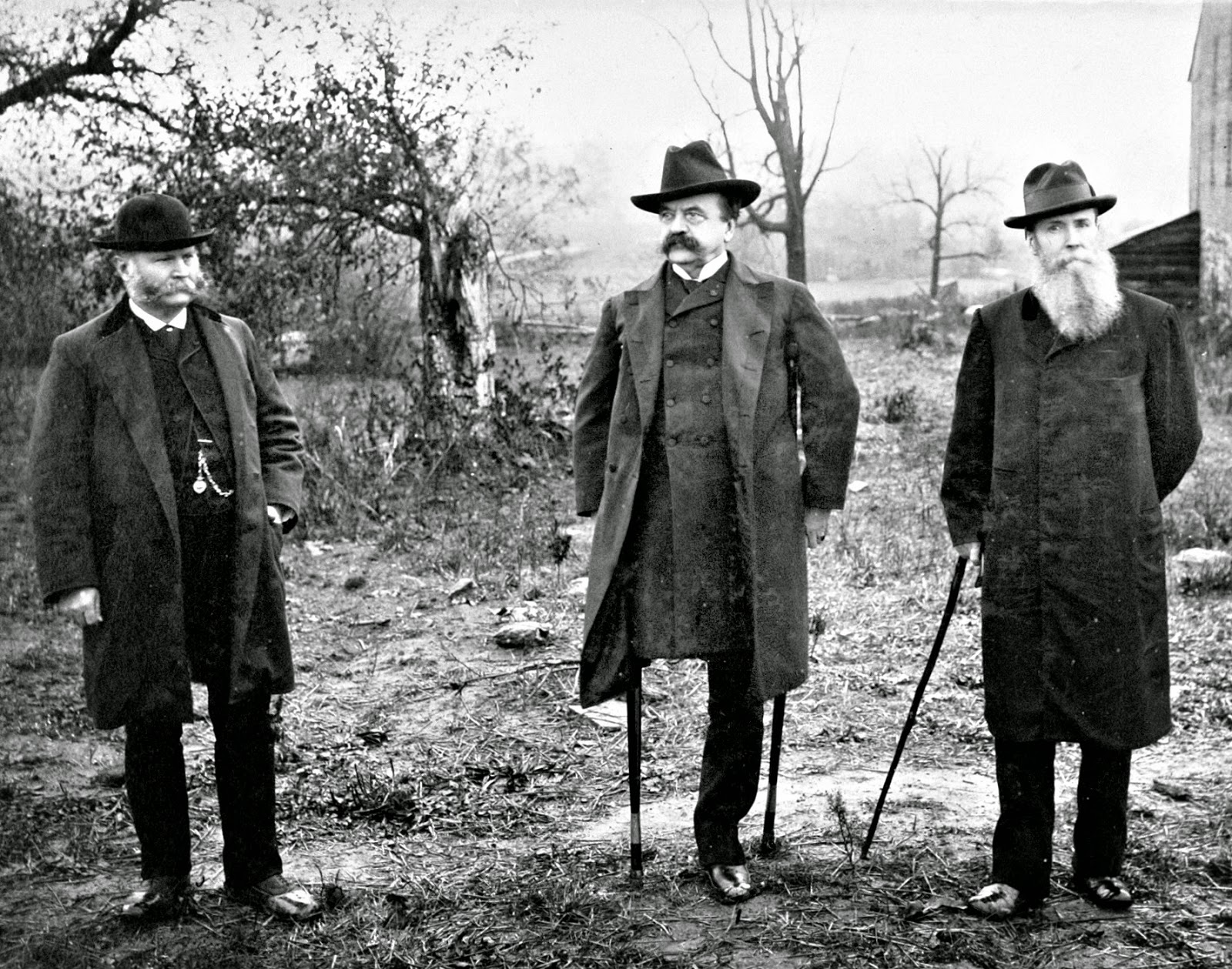
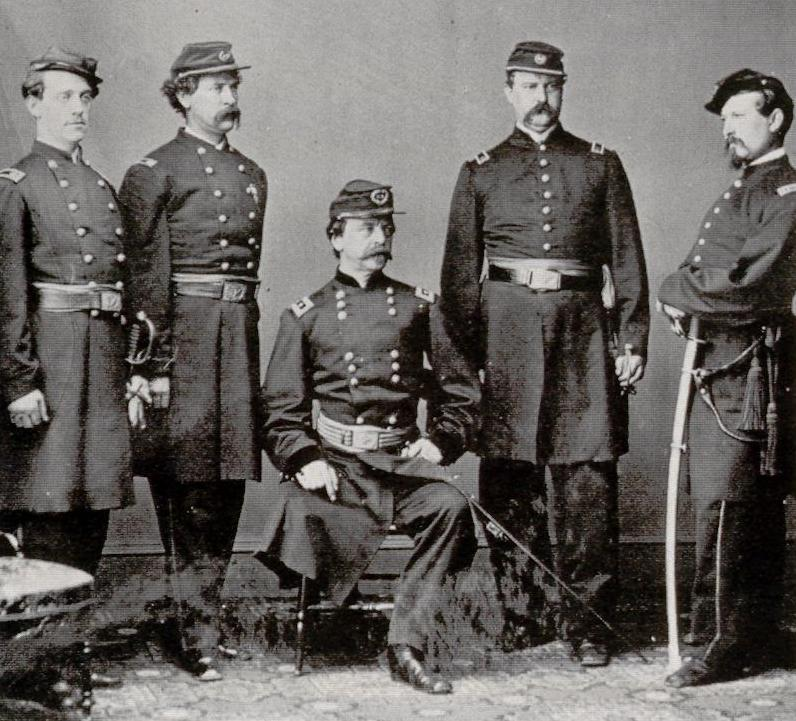
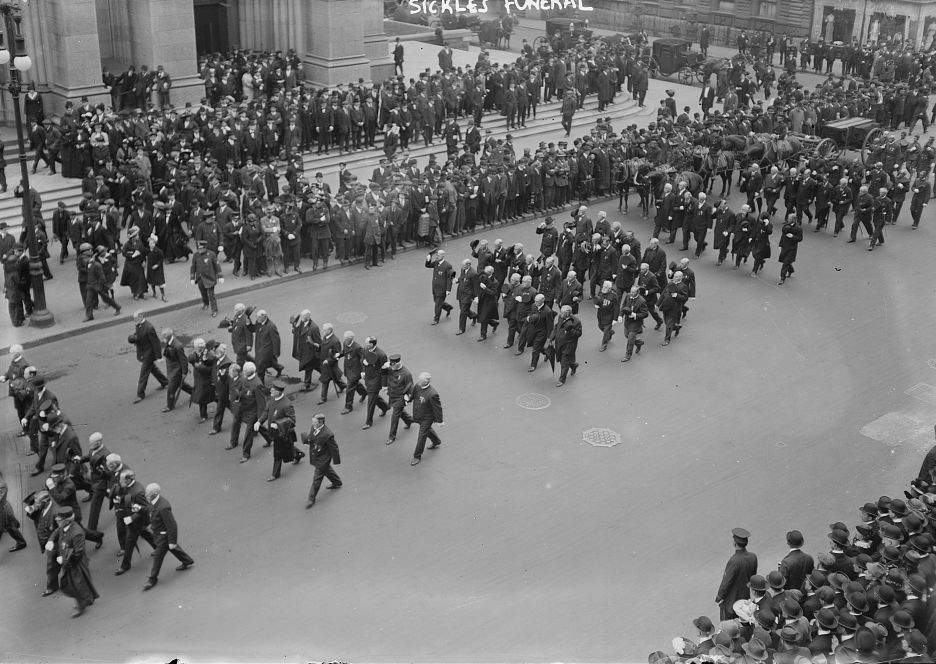
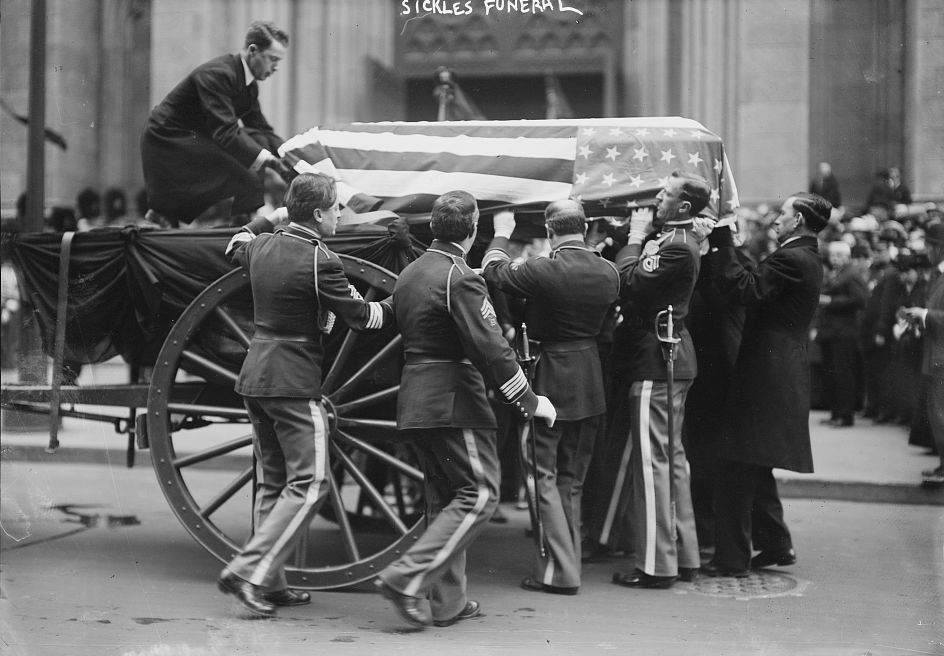

## جوائز
حصل على جوائز منها:
- ميدالية الشرف.

## روابط خارجية
- دانيال سيكلز على موقع الموسوعة البريطانية (الإنجليزية)